# Svart flugsnappare
Svart flugsnappare (Melaenornis edolioides) är en fågel i familjen flugsnappare inom ordningen tättingar.

## Utseende och läte
Svart flugsnappare är en slank och långstjärtad helsvart flugsnappare med mörka ögon. Den är mycket lik drongoflugsnapparen, men överlappar knappt i utbredningsområde och saknar dennas glänsande dräkt. Den skiljer sig från drongor genom tunnare näbb och mörkbrunt öga, från vissa svarta nålfåglar (Campephagidae) eller busktörnskator, men är mer upprätt och sitter still mycket längre stunder. Arten är inte särskilt ljudlig, men har en vacker sång bestående av olika drillar, visslingar och mer väsande ljud med långa pauser mellan fraserna.

## Utbredning och systematik
Svart flugsnappare delas in i tre underarter med följande utbredning:
- Melaenornis edolioides edolioides – savann från Senegal och Gambia till Mali, Sierra Leone och Kamerun
- Melaenornis edolioides lugubris – östra Kamerun till västra Etiopien, nordväst Kongo-Kinshasa, Uganda, västra Kenya och Tanzania
- Melaenornis edolioides schistaceus – Eritrea, östra Etiopien och norra Kenya (Moyale)

## Levnadssätt
Svart flugsnappare hittas i savann, skogslandskap och jordbruksbygd. Den ses enstaka eller i par sittande på exponerade grenar, ibland rätt lågt. 

## Status
Arten har ett stort utbredningsområde och beståndet anses stabilt. Internationella naturvårdsunionen IUCN listar den därför som livskraftig (LC).

## Bilder

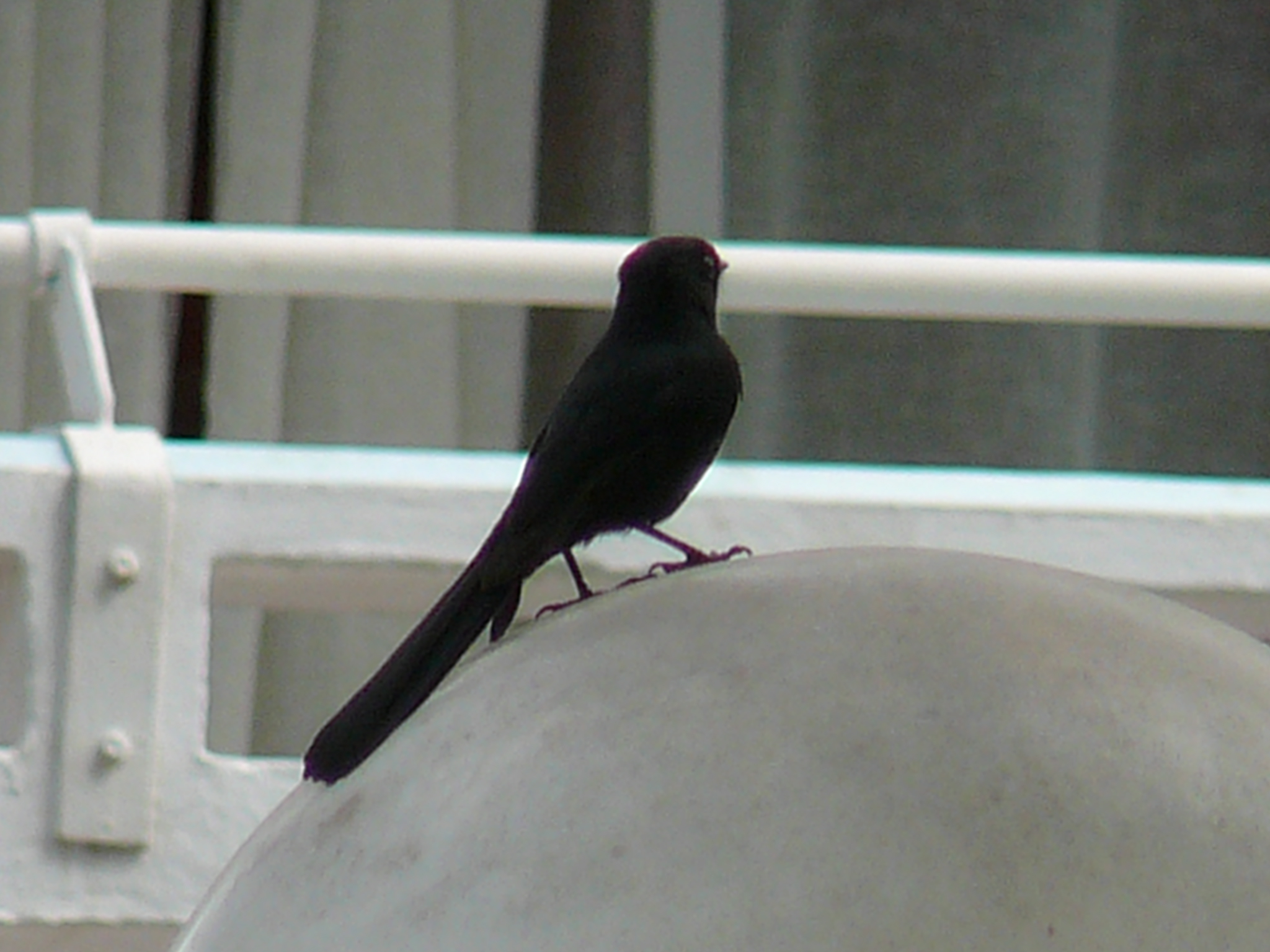
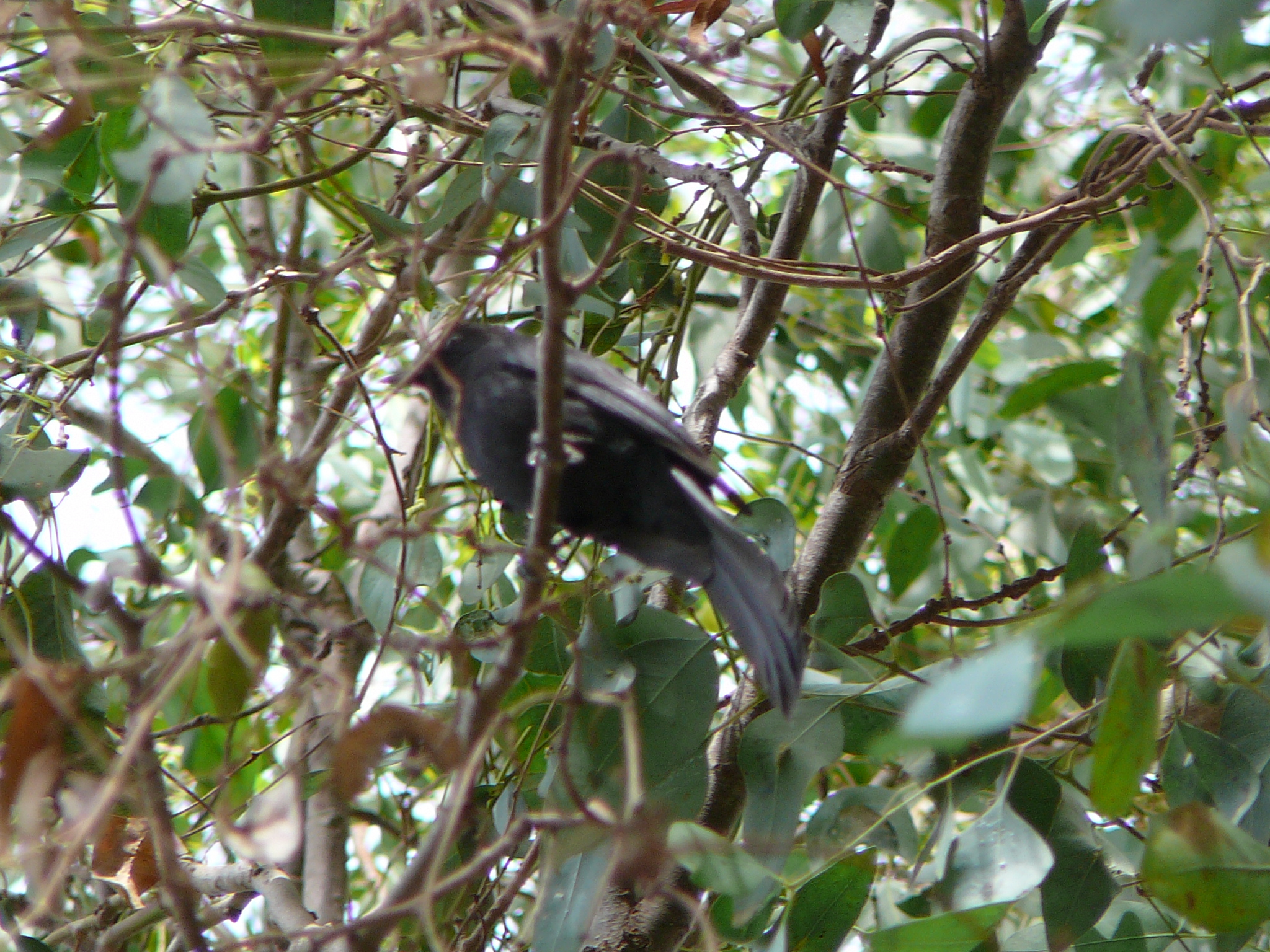
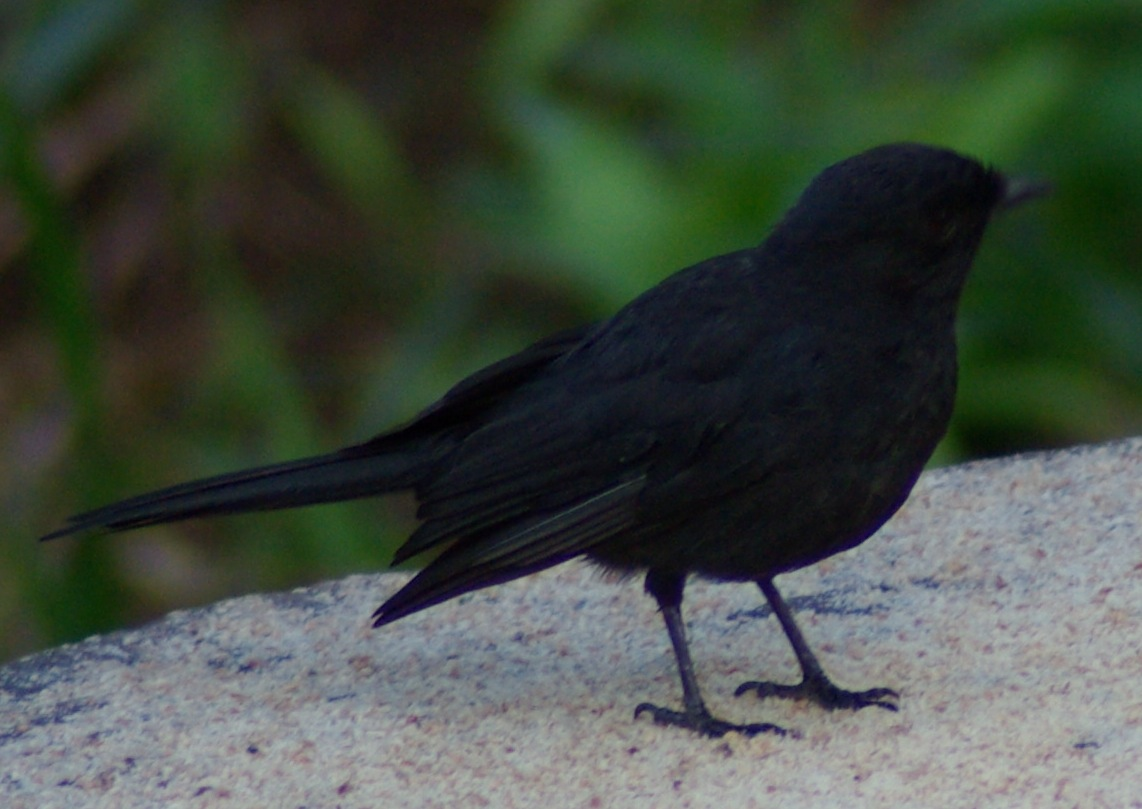